# Kulah khud

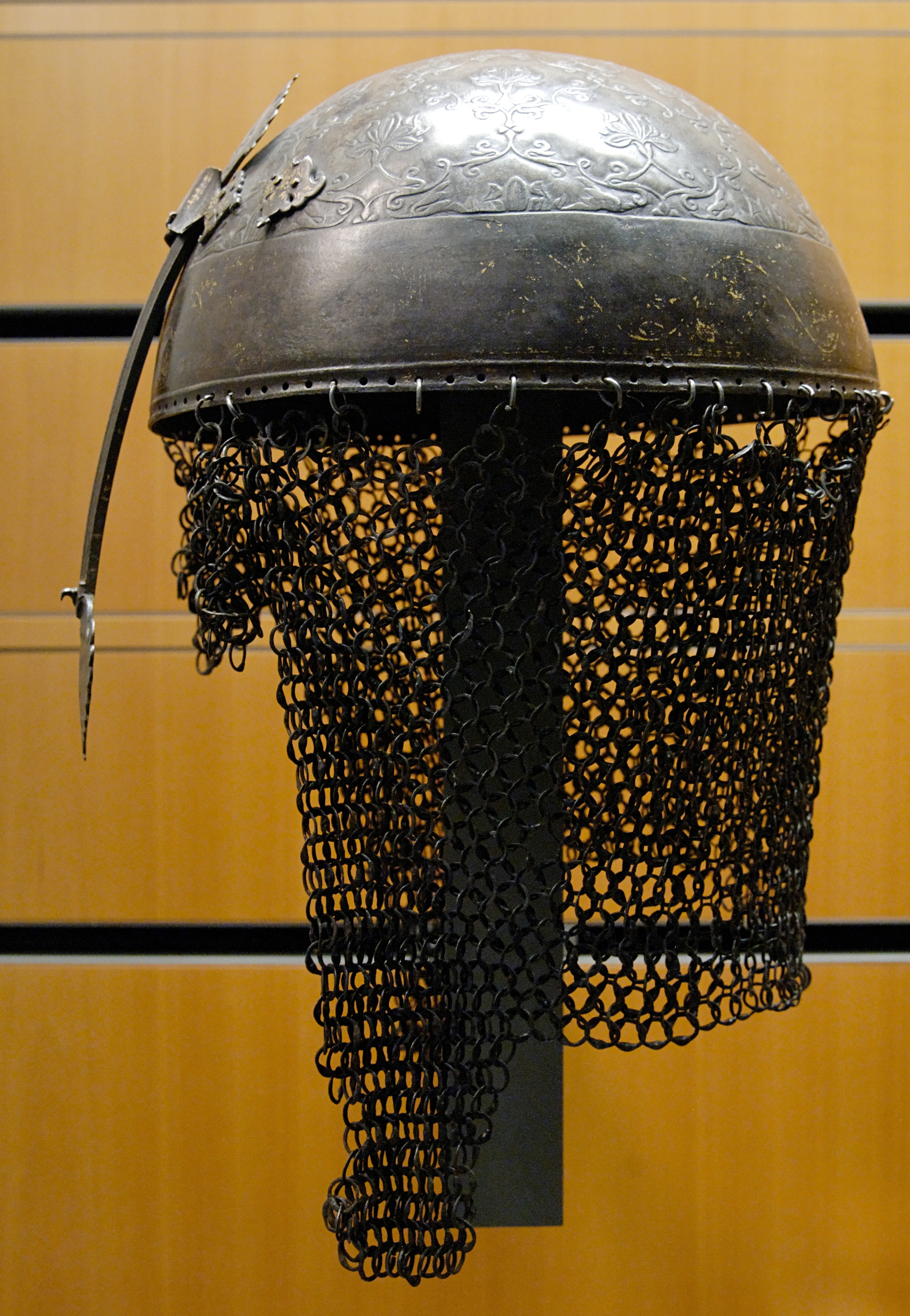
Kulha khud indo-perse

Le kulah khud (terme indien), est le nom d'un type de casque utilisé par les Perses, les Indiens et l'Empire ottoman, constitué d'une coiffe en métal dont le haut est d'un seul tenant auquel est accroché une cotte de mailles descendant sur l'arrière et les côtés du crâne.